# Kuta Lang Lang (Bambel)
Kuta Lang Lang is een bestuurslaag in het regentschap Aceh Tenggara van de provincie Atjeh, Indonesië. Kuta Lang Lang telt 422 inwoners (volkstelling 2010).